# Kontingencija
Kontingencija znači slučaj i mogućnost.
U filozofiji i logici kontingencija je modalitet koji objašnjava stanje činjenica koje nisu nužno ni tačne ni netačne, odnosno koje nužno niti postoje niti ne postoje. Kontingentni događaj je događaj koji se dogodio, ali koji i nije morao da se dogodi. Na isti način, kontingentna pretpostavka je pretpostavka koja ne mora da bude niti tačna niti netačna.
U jeziku, iskazna rečenica naziva se kontingentnom ako ne izražava nikakvo stanje stvari. 
Kontingencija je suprotnost nužnosti.